# Dysonans

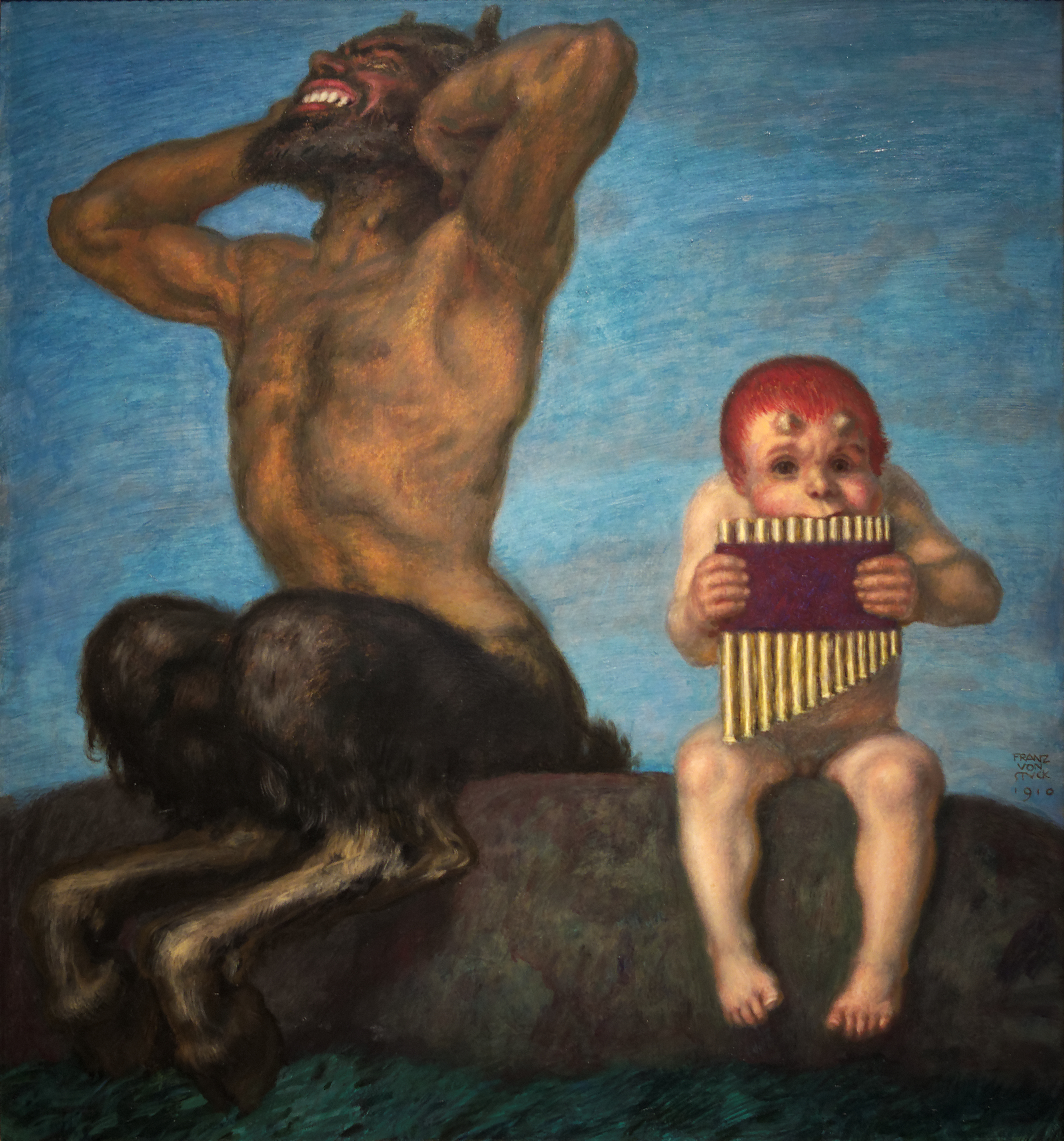
Dysonans, obraz Franza von Stucka z 1910

Dysonans (łac. dissonans) – interwał brzmiący niezgodnie dla ucha ludzkiego. 

## Opis
Do dysonansów zaliczają się następujące interwały:
- sekunda mała
- sekunda wielka
- septyma mała
- septyma wielka
- tryton (kwarta zwiększona lub kwinta zmniejszona)
- wszystkie interwały zwiększone lub zmniejszone (nawet jeśli brzmią jak konsonanse – zgodnie, np. sekunda zwiększona, która po zamianie enharmonicznej dźwięków jest tercją małą)

Pojęcie dysonansu było różnie definiowane w historii muzyki europejskiej, przy czym wiodącą tendencją było stopniowe zawężanie tego pojęcia. Początkowo do współbrzmień zgodnych zaliczano jedynie interwały zwane doskonałymi: oktawę czysta i kwintę czysta (a więc wszystkie inne interwały były dysonansami). Stopniowo z listy dysonansów zniknęła kwarta czysta oraz tercje mała i wielka oraz seksty mała i wielka.

## Rodzaje dysonansów
Dysonans melodyczny – jest to każde współbrzmienie, które brzmi niezgodnie.
Dysonans pojęciowy – współbrzmienie mające znaczenie dysonansowe w danym kontekście harmonicznym i wymagające rozwiązania. Przykładem takiego dysonansu jest dominanta z opóźnionymi tercją i kwintą przez (odpowiednio) kwartę i sekstę. Taki akord brzmi konsonansowo (jak trójdźwięk w drugim przewrocie), ale ze względu na kontekst zawiera dwa składniki (kwartę i sekstę), które są traktowane jako dysonanse pojęciowe i wymagają rozwiązania.